# Matthew Richardson
Matthew Richardson (* 12. April 1999 in Maidstone, Vereinigtes Königreich) ist ein britisch-australischer Bahnradsportler, der auf die Kurzzeitdisziplinen spezialisiert ist.

## Sportliche Laufbahn
Als Richardson neun Jahre alt war, wanderte seine Familie mit ihm nach Australien aus. Er begann seine sportliche Laufbahn als Turner, bis er diesen Sport 2013 wegen einer Verletzung am Ellenbogen aufgeben musste und zum Radsport wechselte.
2017 wurde er zweifacher australischer Junioren-Meister, im Sprint sowie im Teamsprint. Erste internationale Erfolge hatte er als Mitglied der australischen Teamsprint-Mannschaft mit einem Sieg beim Weltcup 2018/19 in Hongkong, einer Silbermedaille bei den Ozeanien-Meisterschaften 2020 sowie der Bronzemedaille bei den Weltmeisterschaften 2020 in Berlin. 2022 gewann er zwei Goldmedaillen bei den Commonwealth Games. Bei den Weltmeisterschaften 2022 konnte die australische Teamsprint-Mannschaft in der Besetzung Matthew Glaetzer, Leigh Hoffman, Matthew Richardson und Thomas Cornish die jahrelange niederländische Dominanz aufbrechen und gewann den Titel.
Auch individuell entwickelte sich Richardson zum ernsthaftesten Konkurrenten Harrie Lavreysens um die Vorherrschaft in den Sprint-Disziplinen. In der Champions League 2022 gewannen Lavreysen und Richardson alle zehn Rennen, und Richardson setzte sich knapp in der Gesamtwertung durch. Bei der WM 2022 im Sprint, in der Champions League 2023 sowie bei den Olympischen Spielen 2024 von Paris im Sprint und Keirin holte er jeweils hinter Lavreysen Silber, ebenso bei den Weltmeisterschaften 2023 im Keirin hinter Kevin Quintero. Auch im Teamsprint war Richardson zusammen mit Thomas Cornish, Leigh Hoffman und Matthew Glaetzer sehr erfolgreich und holte unter anderem den Vize-Weltmeistertitel 2023 sowie eine Bronzemedaille bei den Olympischen Spielen. Hinzu kamen Erfolge bei Ozeanien-Meisterschaften und dem Nations Cup.
Kurz nach Beendigung der Olympischen Spiele 2024 gab Richardson bekannt, dass er künftig für sein Geburtsland Großbritannien starten werde. Er hatte dies bereits monatelang vor den Spielen mit dem britischen Verband abgesprochen, ohne seine Mannschaftskameraden oder den australischen Verband einzuweihen, was in Australien auf Empörung stieß. Außerdem hatte er noch vor der Bekanntgabe seines Wechsels beantragt, sein in Australien entwickeltes Spezialrad mit nach Großbritannien zu nehmen; der australische Verband AusCycling sah dadurch seine Entwicklungsarbeit gefährdet und verbannte Richardson auf Lebenszeit von allen seinen Aktivitäten. Wie in solchen Fällen üblich, musste Richardson ein Jahr lang bei Welt- und Kontinentalmeisterschaften aussetzen; für weitergehende Maßnahmen sah der Weltverband UCI keine Handhabe. Richardsons Verbandswechsel sorgte für Schlagzeilen auf den Titelblättern der australischen Zeitungen, was ihn überraschte: „Wo war diese Publicity, als wir erfolgreich waren?“
Ungeachtet seiner Zwangspause bei den Weltmeisterschaften 2024 und den Europameisterschaften 2025 konnte Richardson bei der UCI Track Champions League 2024 starten und belegte in der Kurzzeit-Gesamtwertung Rang zwei, wiederum hinter Harrie Lavreysen.
Am 14. August 2025 verbesserte Richardson auf dem Konya Velodromu im türkischen Konya den bisherigen Weltrekord über 200 Meter (fliegend) auf 8,941 Sekunden und durchbrach damit als Erster die Neun-Sekunden-Marke. Bei seinem Rekord erreichte er eine Geschwindigkeit von 80,5 km/h. Am Tag darauf verbesserte er diesen Rekord auf 8,857 Sekunden.

## Privates
Richardson war bis 2023 mit der deutschen Sprinterin Pauline Grabosch liiert. Im Zuge seines erklärten Wechsels zum britischen Verband wurde bekannt, dass er und die britische Sprinterin Emma Finucane seit Januar 2024 ein Paar sind.

## Erfolge
2016
- Ozeanien-Meisterschaften 2017 (Junioren) – Teamsprint (mit James Brister und Kye Bonser)

2017
- Australischer Junioren-Meister – Sprint, Teamsprint (mit Kye Bonser und Julian Krohn)

2019
- Weltcup in Hongkong – Teamsprint (mit Thomas Clarke und James Brister)
- Ozeanienmeisterschaft 2020 – Teamsprint (mit Nathan Hart und Thomas Clarke)

2020
- Weltmeisterschaft – Teamsprint (mit Nathan Hart und Thomas Cornish)

2021
- Australischer Meister – Sprint, Keirin[14]

2022
- Ozeanienmeister – Teamsprint (mit Thomas Cornish und Matthew Glaetzer)
- Ozeanienmeisterschaft – Sprint, Keirin
- Nations’ Cup in Glasgow – Teamsprint (mit Leigh Hoffman und Thomas Cornish)
- Nations’ Cup in Milton – Sprint
- Commonwealth Games - Sprint, Teamsprint (mit Leigh Hoffman und Matthew Glaetzer)
- Weltmeister – Teamsprint (mit Leigh Hoffman, Matthew Glaetzer und Thomas Cornish)
- Weltmeisterschaft – Sprint
- Gesamtwertung UCI Track Champions League – Kurzzeit / fünf Einzelsiege

2023
- Nations’ Cup in Jakarta – Teamsprint (mit Leigh Hoffman und Thomas Cornish)
- Nations’ Cup in Milton – Keirin, Teamsprint (mit Leigh Hoffman und Matthew Glaetzer)
- Weltmeisterschaft – Keirin, Teamsprint (mit Leigh Hoffman, Matthew Glaetzer und Thomas Cornish)
- Ozeanienmeister – Sprint, Keirin, Teamsprint (mit Nathan Hart und Leigh Hoffman)
- Australischer Meister – Sprint, Keirin
- Track Champions League – zwei Einzelsiege

2024
- Nations’ Cup in Adelaide – Teamsprint (mit Matthew Glaetzer, Leigh Hoffman und Thomas Cornish)
- Nations’ Cup in Hongkong – Teamsprint (mit Matthew Glaetzer, Leigh Hoffman und Thomas Cornish)
- Ozeanienmeister – Sprint, Keirin
- Australischer Meister – Sprint, Keirin
- Olympische Spiele – Sprint, Keirin
- Olympische Spiele – Teamsprint (mit Matthew Glaetzer und Leigh Hoffman)
- Track Champions League – drei Einzelsiege

2025
- Britischer Meister – Keirin, Teamsprint (mit Lyall Craig, Niall Monks und Harry Ledingham-Horn)
- Nations Cup in Konya – Sprint, Teamsprint (mit Harry Ledingham-Horn und Harry Radford)